# Вільянуева-дель-Пардільйо
Вільянуева-дель-Пардільйо (ісп. Villanueva del Pardillo) — муніципалітет в Іспанії, у складі автономної спільноти Мадрид. Населення — 15 609 осіб (2010).
Муніципалітет розташований на відстані близько 23 км на захід від Мадрида.
На території муніципалітету розташовані такі населені пункти: (дані про населення за 2010 рік)
- Вільянуева-дель-Пардільйо: 14343 особи
- Лас-Вегас - Санта-Марія: 1266 осіб

## Демографія
Динаміка населення (INE ):